# Sácama
Sácama es uno de los 19 municipios del departamento de Casanare (Colombia). Su jurisdicción tiene una extensión total de 312.7 km² y una población total de 2001 habitantes. Se encuentra a una altitud de 1250 m s. n. m., presentando temperaturas entre 18 y 20 °C. Dista de la ciudad de Yopal (la capital departamental) 201 km, y de Bogotá 561 km.

## Historia
En la época precolombina, el territorio del actual municipio de Sácama estaba habitado por los indígenas rubacates, de la nación U'wa (también conocidos como tunebos), que mantenían un activo comercio con los muiscas y los guanes. En 1524 llegaron los conquistadores alemanes Jorge Spira y Nicolás de Federmán. El 8 de diciembre de 1538, Jorge Spira fundó el poblado. El primer asentamiento colonial pudo estar a orillas del río Casanare, sobre las fuentes de sal, y posteriormente sobre la zona de mesetas. Durante la Colonia española, Sácama fue uno de los puntos de paso obligado entre la Cordillera Oriental y los Llanos orientales. Con la llegada de los jesuitas, los sacerdotes organizaron hatos de ganadería que convirtieron a Sácama en un lugar de tránsito de ganado vacuno. Los jesuitas construyeron extensas cercas de piedra para adecuar potreros y zonas de engorde; algunas de esas cercas permanecen activas aún. Durante el siglo XIX, Sácama entra en decadencia, hasta el punto de que todos sus terrenos fueron declarados baldíos. Fue entonces cuando comenzaron a llegar colonos provenientes del norte de Boyacá, quienes volvieron a reactivar la agricultura y el comercio con el interior del país, poniendo en contacto al Casanare con Arauca, Santander y Boyacá. En 1916 se construyeron las primeras casas del casco urbano moderno; los constructores de esas primeras casas fueron los señores Antonio Báez, Felipe Antolines, Marques Mantilla y Felipe Benítez.

## Economía
El municipio de Sácama depende económicamente de la agricultura, piscicultura y la ganadería, aunque tiene una reservas de sal aún sin explotar.

## Organización territorial
La cabecera municipal de Sácama se encuentra dividido en cuatro barrios: 
Centro, La Bañadera, Los Mangos, Villa Carola y Manantiales.

#### Veredas
Además, el municipio tiene constituido las siguientes veredas: 
El Sinaí, Guivarin, La Casirva, La Colorada, Macueque, Monteolivo, Quebradanegra y Sabanalarga.

#### Resguardo indígena
- Barronegro

## Instituciones de educación
- Instituto Técnico Agropecuario Antonio Nariño.

## Turismo
- Cercas de piedra: Forman grandes corrales de piedra, construidos por los padres Jesuitas durante la Colonia española para crear potreros y zonas de engorde del ganado vacuno y equino.
- Río Sácama: Es el mayor afluente que desde la Cordillera Oriental vierte sus aguas al río Casanare.
- Caminos empedrados: De gran antigüedad, van a dar al resguardo indígena de Barronegro.[4]